# Marie Francey
Marie Francey est une actrice française née le 23 décembre 1899 à Château-Chinon (Nièvre) et morte le 29 novembre 1984 à Paris (15e arr.). Elle a aussi joué sous les pseudonymes de Micheline Doret et Yvonne Français.

## Biographie
De son vrai nom Noëla Flips, elle naît le 23 décembre 1899 à Château-Chinon (Nièvre),.
Elle se spécialise dans le doublage dès les années 1930, prêtant sa voix à nombre d'actrices telles que Bette Davis, Barbara Stanwyck, Marlene Dietrich ou encore Kathleen Freeman, mais aussi à E.T. dans E.T., l'extra-terrestre, l'un de ses derniers doublages.

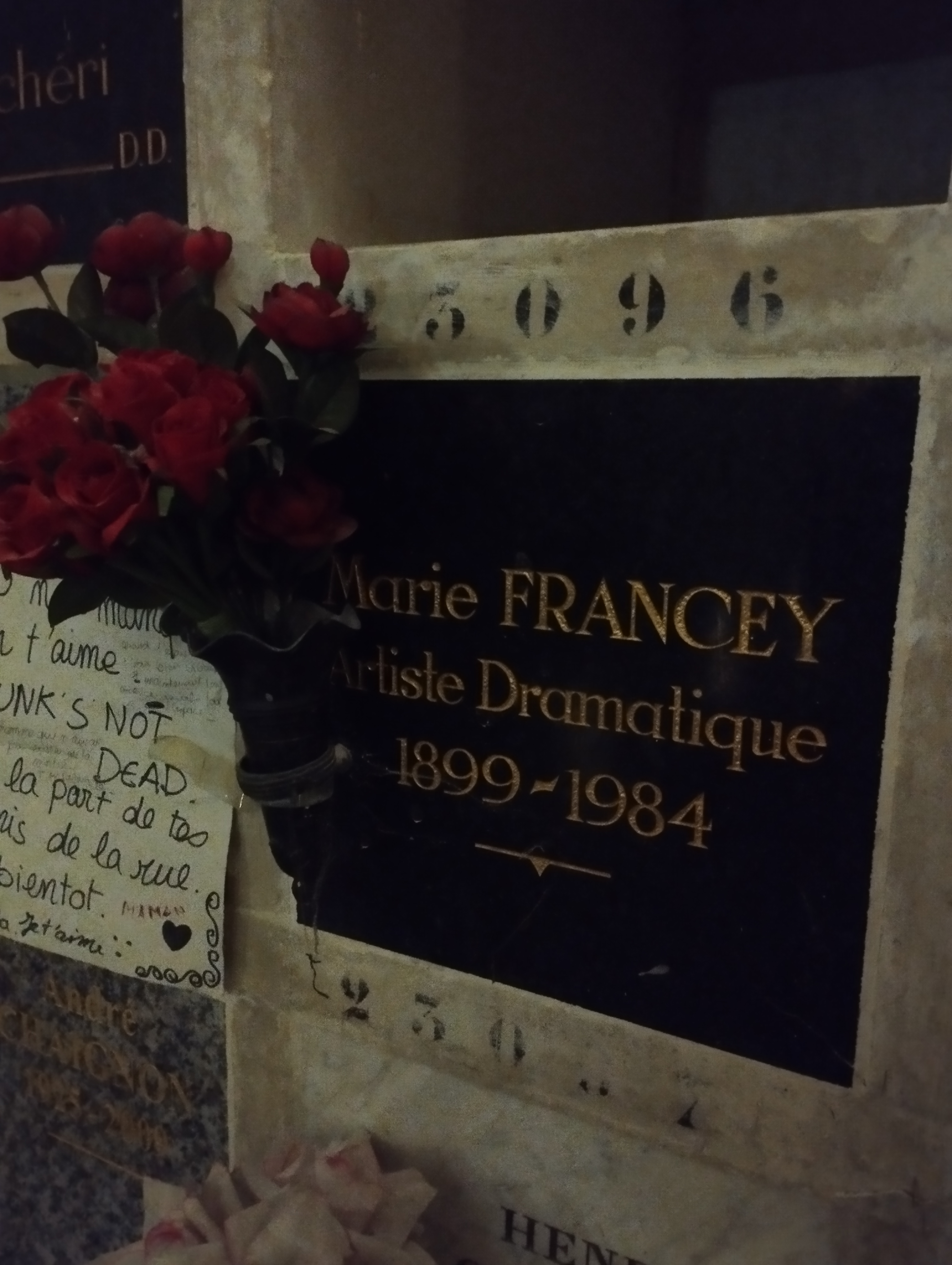
Plaque funéraire de Marie Francey au cimetière du Père-Lachaise (division 87).

Marie Francey meurt le 29 novembre 1984 à Paris 15e, à l'âge de 84 ans, et est inhumée au columbarium du cimetière du Père-Lachaise (division 87, case 23 096, 2e sous-sol).

### Vie privée
Marie Francey a été mariée à deux reprises :
- avec l'acteur Raoul-Paul-Arnold Pignol dit Raoul-Henry (1893-1973) de 1928 à 1938[5] ;
- avec Léon-André Pignol (1906-1998) de 1943 à 1962[6].

## Théâtre
- 1950 : Ce soir à Samarcande de Jacques Deval, mise en scène Jean Darcante, théâtre de la Renaissance : Suzanne Brache
- 1953 : La Duchesse d'Algues de Peter Blackmore, mise en scène Christian-Gérard, théâtre Michel : Mlle Cary
- 1955 : Ruy Blas de Victor Hugo, mise en scène Jacques Sarthou, théâtre des Célestins : la Duchesse d'Albuquerque / la duègne
- 1957 : Regrets éternels de Constance Coline, mise en scène Raymond Gérôme, théâtre de l'Œuvre : Mémée
- 1961 : Le Cheval chinois d’Armando Curcio, théâtre Charles-de-Rochefort : Angelica
- 1965 : Ouah-Ouah, opérette de Michel André, Gaby Wagenheim et Étienne Lorin, mise en scène Roland Bailly, Alhambra
- 1969 : Bienheureux les violents d'après Diego Fabbri, mise en scène Raymond Gérôme, théâtre Hébertot : Edwige
- 1973 : Le Voyageur sans bagage de Jean Anouilh, mise en scène Nicole Anouilh, théâtre des Mathurins : la cuisinière

## Filmographie

### Cinéma
- 1954 : Si Versailles m'était conté… : une dame de la cour (non créditée)
- 1956 : Si Paris nous était conté : une religieuse / une bourgeoise (non créditée)
- 1974 : La Bonne Nouvelle d'André Weinfeld (court métrage)
- 1976 : Et si tu n'en veux pas de Jacques Besnard
- 1980 : Comme une femme de Christian Dura

### Télévision
- 1961 : Plaisir du théâtre : Les Cochons d'Inde d'Yves Jamiaque, réalisation André Leroux
- 1969 : En votre âme et conscience, épisode L'Auberge de Peyrabeille de  Guy Lessertisseur : Rose Ytier
- 1969 : Au théâtre ce soir : Carlos et Marguerite de Jean Bernard-Luc, réalisation Pierre Sabbagh, théâtre Marigny : Léa
- 1978 : Un ours pas comme les autres de Nina Companeez, épisode Ouverture 1er mouvement : une amie de Viviane

## Doublage

### Cinéma

#### Films
- Bette Davis dans :
  - Ève (1950) : Margo Channing
  - Le Seigneur de l'aventure (1955) : Élisabeth Ire d'Angleterre
  - Le Bouc émissaire (1959) : la comtesse de Gué
  - Milliardaire pour un jour (1961) : « Apple » Annie
  - Qu'est-il arrivé à Baby Jane ? (1962) : Baby Jane Hudson
  - La mort frappe trois fois (1964) : Margaret DeLorca / Edith Phillips
  - Rivalités (1964) : Mrs. Gerald Hayden
  - Les Visiteurs d'un autre monde (1979) : Letha Wedge
  - Les Yeux de la forêt (1980 ) : Mrs. Aylwood
- Margaret Rutherford dans :
  - La Doublure du général (1961) : Lady Vivian
  - Le Train de 16 h 50 (1961) : Miss Marple
  - Meurtre au galop (1961) : Miss Marple
  - Hôtel international (1963) : la duchesse de Brighton
  - Lady détective entre en scène (1964) : Miss Marple
  - Passage à tabac (1964) : Miss Marple
- Kathleen Freeman dans :
  - Chérie, je me sens rajeunir (1952) : Mme Brannigan
  - La Péniche du bonheur (1958) : la femme à la blanchisserie
  - La Mouche noire (1958) : Emma
  - Les Inséparables (1965) : Miss Blight
  - Ya, ya, mon général ! (1970) : la mère de Bland
- Ann Doran dans :
  - Écrit dans le ciel (1954) : Clara Joseph
  - La Fureur de vivre (1955) : la mère de Jim
  - L'Or du Hollandais (1958) : la coach
- Carole Lombard dans :
  - Bolero (1934) : Helen Hataway
  - La Dernière Rumba (1935) : Diana Harrison
- Marlene Dietrich dans :
  - Désir (1936) : Madeleine de Beaupré
  - Ange (1937) : Maria Angel Barker
- Thelma Ritter dans :
  - La Fille à la casquette (1963) : Leena
  - Pousse-toi, chérie (1963) : Grace Arden
- Ruth Gordon dans :
  - Doux, dur et dingue (1978) : Senovia « Ma » Boggs
  - Ça va cogner (1980) : Senovia « Ma » Boggs
- Lucille Benson dans :
  - 1941 (1979) : la femme à la station-service
  - Halloween 2 (1981) : Mme Norma Elrod
- Judith Evelyn dans :
  - L'Égyptien (1954) : Tiyi
  - Géant (1956) : Mme Nancy Lynton
- 1935 : L'Emprise du passé : Jennifer Gage (Elissa Landi)
- 1939 : Pacific Express : Mollie Mohanan (Barbara Stanwyck)
- 1940 : Les Tuniques écarlates : April Logan (Madeleine Carroll)
- 1940[7] : L'Oiseau bleu : grand-mère Tyl (Cecilia Loftus)
- 1948 : La Cité sans voiles : Miss Owens (Hester Sondergaard)
- 1950 : Le Grand Alibi : Lovely Ducks (Joyce Grenfell)
- 1950 : Pour l'amour du ciel : Luisa Bacchi (Paola Borboni)
- 1950 : L'Esclave du gang : Ethel Whitehead / Lorna Hansen Forbes (Joan Crawford)
- 1950 : Boulevard du crépuscule : Norma Desmond (Gloria Swanson)
- 1951 : Un tramway nommé Désir : Eunice (Peg Hillias)
- 1951 : Une place au soleil : Hannah Eastman (Anne Revere)
- 1951 : Histoire de détective : Mme Farragut (Catherine Doucet)
- 1951 : Le Fils de Géronimo : Pehangi (Angela Clarke)
- 1951 : Duel sous la mer : la femme du matelot (Marietta Elliott)
- 1952 : Sous le plus grand chapiteau du monde : la femme de Sam (Dorothy Adams)
- 1952 : Les Bagnards de Botany Bay : Moll Cudlip (Anita Sharp-Bolster)
- 1953 : Vacances romaines : Comtesse Vereberg (Margaret Rawlings)
- 1954 : Noël blanc : Emma Allen (Mary Wickes)
- 1954[8] : Une femme qui s'affiche : Mrs. Riker (Connie Gilchrist)
- 1955 : Tueurs de dames : Mme Wilberforce (Katie Johnson)
- 1955 : Mais qui a tué Harry ? : Mme Wiggs (Mildred Dunnock)
- 1955 : Strategic Air Command : Mme Thorne (Rosemary De Camp)
- 1955 : Valse royale : la vendeuse de légumes (Liesl Karlstadt)
- 1956 : Les Dix Commandements : Memnet (Judith Anderson)
- 1956 : Hélène de Troie : Cora (Barbara Cavan)
- 1956 : La Prisonnière du désert : Ma Jorgensen (Olive Golden)
- 1956 : Viva Las Vegas : la joueuse à la roulette (Henny Backus)
- 1956 : Sous le signe de la croix : Afra (Nietta Zocchi)
- 1956 : Les Échappés du néant : Martha Spangler (Beulah Bondi)
- 1957 : Drôle de frimousse : Maggie Prescott (Kay Thompson)
- 1957 : Frankenstein s'est échappé : la femme du maire (Anne Blake)
- 1958 : Sueurs froides : la tenancière de l'hôtel McKittrick (Ellen Corby)
- 1958 : Comme un torrent : Jane Barclay (Connie Gilchrist)
- 1958 : Tueurs de feux à Maracaibo : Amelia (Amapolo Del Vando)
- 1958 : 10, rue Frederick : Edith Chapin (Geraldine Fitzgerald)
- 1959 : Fais ta prière... Tom Dooley : Meg (Cleerio Meredith)
- 1959 : En lettres de feu : Mrs. Eglevsky (Edit Angold)
- 1959 : Au milieu de la nuit : Mrs. Herbert (Effie Afton)
- 1960 : Piège à minuit : Dora Hammer (Hermione Baddeley)
- 1960 : David et Goliath : Anna (Emma Baron)
- 1960 : Les Pièges de Broadway : Mme Gallo (Kay Medford)
- 1960 : Un scandale à la cour : Charlotte, une invitée de la réception[Qui ?]
- 1960 : La Diablesse en collant rose : Mme Lorna Hathaway (Eileen Heckart)
- 1961 : La Rumeur : Lily Mortar (Miriam Hopkins)
- 1961 : Diamants sur canapé : la bibliothécaire (Elvia Allman)
- 1961 : Mon séducteur de père : la styliste (Edith Head)
- 1961 : Le troisième homme était une femme : Mrs. Danford (Louise Lorimer)
- 1961 : La Reine des Amazones : la prêtresse (Adriana Facchetti)
- 1961 : L'Empreinte du dragon rouge : Maya (Marie Burke)
- 1962 : L'Ange de la violence : Mme Spivy
- 1962 : Les Amours enchantées : ? (Beulah Bondi)
- 1962 : Maciste en enfer : l'hôtesse (Gina Mascetti (en))
- 1962 : Le Monstre aux yeux verts : la prostituée âgée (Elvira Cortese)
- 1963 : Cléopâtre : La Grande Prêtresse (Pamela Brown)
- 1963 : Un monde fou, fou, fou, fou : Ginger Culpeper (Selma Diamond (en))
- 1963 : La Montagne des neuf Spencer : Mère Ida (Hope Summers)
- 1964 : La Reine du Colorado : Buttercup Grogan (Hermione Baddeley) et Daphne (Maria Karnilova)
- 1965 : La Mélodie du bonheur : Sœur Berthe (Portia Nelson)
- 1965 : Le Jeune Cassidy : diverses voix secondaires
- 1966 : La blonde défie le FBI : Nina Bailey (Elisabeth Fraser)
- 1967 : L'Homme à la Ferrari : la logeuse[Qui ?]
- 1967 : Le Retour de Kriminal : la vieille dame bavarde sur le pont du bateau[Qui ?]
- 1968 : 2001, l'Odyssée de l'espace : la mère du Dr Poole (Ann Gillis)
- 1969 : Reivers : Miss Reba (Ruth White)
- 1969[7] : Casanova, un adolescent à Venise : Serpieri (Evi Maltagliati)
- 1969 : Goodbye, Mr. Chips : une convive âgée durant le repas[Qui ?]
- 1970 : Melinda : Winnie Wainwhisle (Irene Handl)
- 1971 : Les Nuits rouges de Harlem : la vieille femme (Gertrude Jeannette (en))
- 1971 : Le Dossier Anderson : Mme Kaler (Margaret Hamilton)
- 1971 : La Loi du milieu : la dame âgée (Kitty Attwood)
- 1971 : L'Hôpital : l'infirmière Dunne (Kate Harrington)
- 1971 : La Grosse Combine : Annunzia Cacacavallo (Ave Ninchi)
- 1971 : Le Décaméron : la vieille complice de la fausse sœur[Qui ?] et une femme excédée à sa fenêtre[Qui ?]
- 1972 : Frenzy : Gladys (Elsie Randolph (en))
- 1972 : Les Griffes du lion : Elizabeth Everest (Pat Heywood)
- 1973 : American Graffiti : la vieille dame (Jan Dunn)
- 1973 : Mondwest : la directrice de l'hôtel (Nora Marlowe (en))
- 1973 : Police Puissance 7 : Mrs. Pugliese (Mary Multari)
- 1974 : Le Nouvel Amour de Coccinelle (Herbie Rides Again) de Robert Stevenson : Mme Steinmetz (Helen Hayes)
- 1974 : Spéciale Première : Jennie (Doro Merande)
- 1974 : Plein la gueule : la secrétaire à l'accueil de la prison[Qui ?]
- 1974 : Apportez-moi la tête d'Alfredo Garcia : la grand-mère Moreno (Tamara Garina)
- 1974 : Un colt pour une corde : la squaw de Copeland (Dawn Little Sky)
- 1974 : Contre une poignée de diamants : Jane Harper (Maureen Pryor)
- 1975 : Shampoo : Rosalind (Doris Packer)
- 1975 : Le Jour du fléau : l'une des « gingos » (Margaret Willey)
- 1975 : Lepke, le caïd : Mrs. Shea (Ida Mae McKenzie)
- 1975 : Le Cogneur : Assunta (Ester Carloni)
- 1976 : Transamerica Express : Rita Babtree (Lucille Benson)
- 1976 : Les Tsiganes montent au ciel : la vieille femme tsigane (Lyalya Chornaia)
- 1976 : La Carrière d'une femme de chambre : la petite vieille au balcon[Qui ?]
- 1977 : Un espion de trop : l'infirmière (Carmen Zapata)
- 1977 : Une journée particulière : la concierge (Françoise Berd)
- 1977 : Le Cercle infernal : Heather Rudge (Cathleen Nesbitt)
- 1978 : Grease : Vi (Joan Blondell)
- 1978 : Furie : la mère de Nuckells (Eleanor Merriam)
- 1978 : La Petite : Nell, la tenancière du bordel (Frances Faye)
- 1979[9] : Mad Max : May Swaisey (Sheila Florence (en))
- 1979 : Le Trésor de la montagne sacrée : la femme aveugle (Elisabeth Welch)
- 1979 : Maman a cent ans : la vieille maman (Rafaela Aparicio)
- 1979 : L'Homme en colère : la vieille dame devant l'immeuble de Borke[Qui ?]
- 1980 : Elephant Man : Mme Motherhead (Wendy Hiller)
- 1980 : American Gigolo : Mrs. Sloan (Carol Bruce)
- 1980 : Réaction en chaîne : Molly, la standardiste (Margo Lloyd)
- 1981 : La Maîtresse du lieutenant français : la cuisinière (Jean Faulds)
- 1982 : E.T., l'extra-terrestre : E.T. (Pat Welsh) (1er doublage)
- 1982 : Britannia Hospital : Florrie (Dandy Nichols)
- 1983 : La Ballade de Narayama : Okane  (Nijiko Kiyokawa)

#### Films d'animation
- 1937[10] : Blanche-Neige et les Sept Nains : la Sorcière « (2e doublage) »
- 1955 : La Belle et le Clochard : Peg (1er doublage)
- 1973 : Robin des Bois : la veuve lapin

### Téléfilms
- 1973 : Duel : La femme du Snakerama (Lucille Benson) (1er doublage)
- 1973 : Frankenstein: The True Story : Mrs. Blair (Agnes Moorehead)

### Séries télévisées
- 1961-1966 : Adèle : Adèle Burke (Shirley Booth)
- 1967 : Le Prisonnier, épisode pilote : la serveuse du café (Patsy Smart)
- 1976-1979 : Candy : Mlle Pony
- 1976[11] : Kum Kum : Mamie Mandarine / Escarbille
- 1977 : Jésus de Nazareth : Anne (Regina Bianchi)
- 1978[12] : Zora la rousse : Kata la « sorcière »
- 1980[13] Le Monde enchanté de Lalabel : Ume Tachibana
- 1981-1982 : Ulysse 31 : Euryclée
- 1984 : Les Minipouss : Grand-mère Minipouss